# Локотко Володимир Володимирович (хокеїст)
Володимир Володимирович Локотко (нар. 18 липня 1954, Усть-Каменогорськ, Казахська РСР, СРСР) — радянський хокеїст, лівий захисник.
Вихованець усть-каменогорської хокейної школи. Виступав за павлодарський «Іртиш» (1973–1974), усть-каменогорське «Торпедо» (1974–1976, 1985–1988), московський ЦСКА (1975–1976), «Крила Рад» (1976–1979), ленінградський СКА (1979–1981), московський «Спартак» (1980–1982) і воскресенський «Хімік» (1982–1985).
У складі «Спартака» здобув срібну медаль чемпіонату СРСР (1982). Двічі був бронзовим призером — 1978 («Крила Рад») і 1984 («Хімік»). Майстер спорту міжнародного класу СРСР. У вищій лізі за 11 сезонів провів 383 матчі, закинув 57 шайб, зробив 72 результативні передачі.
Разом з партнерами по усть-каменогорській команді Ігорем Кузнецовим і Борисом Александровим отримував найбільші гонорари серед радянських хокеїстів 80-х років 20-го століття. Завершував виступи на хокейних майданчиках у складі шведських клубів нижчих дивізіонів «Фалу» (1990–1991) і «Хедемура» (1991–1993).
Статистика виступів у вищій лізі чемпіонату СРСР:
| Сезон   | Команда     | Ліга   | І   | Г  | П  | 0   | Штр |
| ------- | ----------- | ------ | --- | -- | -- | --- | --- |
| 1975/76 | ЦСКА        | вища   | 15  | 1  | 2  | 3   | 14  |
| 1976/77 | «Крила Рад» | вища   | 29  | 3  | 3  | 6   | 28  |
| 1977/78 | «Крила Рад» | вища   | 34  | 4  | 5  | 9   | 54  |
| 1978/79 | «Крила Рад» | вища   | 37  | 2  | 6  | 8   | 40  |
| 1979/80 | СКА         | вища   | 44  | 11 | 11 | 22  | 44  |
| 1980/81 | СКА         | вища   | 43  | 5  | 8  | 13  | 56  |
| 1980/81 | «Спартак»   | вища   | 4   | 0  | 1  | 1   | 9   |
| 1981/82 | «Спартак»   | вища   | 37  | 7  | 5  | 12  | 40  |
| 1982/83 | «Хімік»     | вища   | 45  | 9  | 6  | 15  | 48  |
| 1983/84 | «Хімік»     | вища   | 22  | 4  | 7  | 11  | 26  |
| 1984/85 | «Хімік»     | вища   | 47  | 6  | 10 | 16  | 48  |
| 1987/88 | «Торпедо»   | вища   | 26  | 5  | 8  | 13  | 58  |
| Усього  | Усього      | Усього | 383 | 57 | 72 | 129 | 465 |